# Petre Becheru
Petre Becheru (ur. 16 maja 1960 w miejscowości Drăgănești-Vlașca) – rumuński sztangista, mistrz olimpijski i mistrz świata.

## Kariera
Startował w wadze lekkociężkiej (do 82,5 kg). Największy sukces w karierze osiągnął w 1984 roku, kiedy na igrzyskach olimpijskich w Los Angeles zdobył złoty medal. W zawodach tych, pod nieobecność reprezentantów większości krajów socjalistycznych, pokonał Australijczyka Roberta Kabbasa i Ryōjiego Isaokę z Japonii. Był to jego jedyny występ olimpijski. Wywalczył wtedy również tytuł mistrza świata, który był wówczas automatycznie przyznawany mistrzom olimpijskim. Ponadto w 1987 roku zajął trzecie miejsce na mistrzostwach Europy w Reims, plasując się za Asenem Złatewem z Bułgarii i Węgrem László Barsim.